# Cindy Sheehan
Cindy Lee Sheehan (nata Miller) (Inglewood, 10 luglio 1957) è un'attivista statunitense per la pace e contro la guerra, il cui figlio, lo specialista dell'esercito americano Casey Sheehan, è stato ucciso durante la guerra in Iraq. Ha attirato l'attenzione dei media nazionali e internazionali nell'agosto 2005 per la sua ampia protesta contro la guerra in un campo improvvisato fuori dal ranch del presidente George W. Bush in Texas, suscitando sostegni appassionati e aspre critiche.
Sheehan ha corso senza successo per il Congresso nel 2008. Era molto critica sulla politica estera del presidente Barack Obama. Il suo libro di memorie, Peace Mom: A Mother's Journey Through Heartache to Activism , è stato pubblicato nel 2006. In un'intervista con The Daily Beast nel 2017, Sheehan ha continuato a mantenere le sue opinioni negative nei confronti di George W. Bush, criticando anche il militarismo di Donald Trump. Sheehan è stata la candidata alla vicepresidenza del 2012 del Partito per la pace e la libertà e ha ricevuto l'1,2% dei voti in tutto lo stato nelle elezioni governative della California del 2014.

## Biografia
Cindy Sheehan è nata Cindy Lee Miller a Inglewood, in California, nel 1957. Suo padre lavorava alla Lockheed Corporation mentre sua madre cresceva la famiglia. Sheehan si è diplomata al Cerritos College laureandosi con lode in storia all'UCLA. Ha lavorato per otto anni come ministro della gioventù presso la chiesa cattolica di St. Mary a Vacaville, in California, e ha anche coordinato un programma di doposcuola per i bambini delle scuole medie a rischio per la città di Vacaville. Nel 1977 sposò Patrick Sheehan, un rappresentante di vendita, a Norwalk, in California; hanno avuto quattro figli, tra cui Casey Sheehan (nato nel 1979), ucciso in azione in Iraq il 4 aprile 2004. Patrick Sheehan ha chiesto il divorzio il 12 agosto 2005, citando differenze inconciliabili.

## Campagna contro la guerra

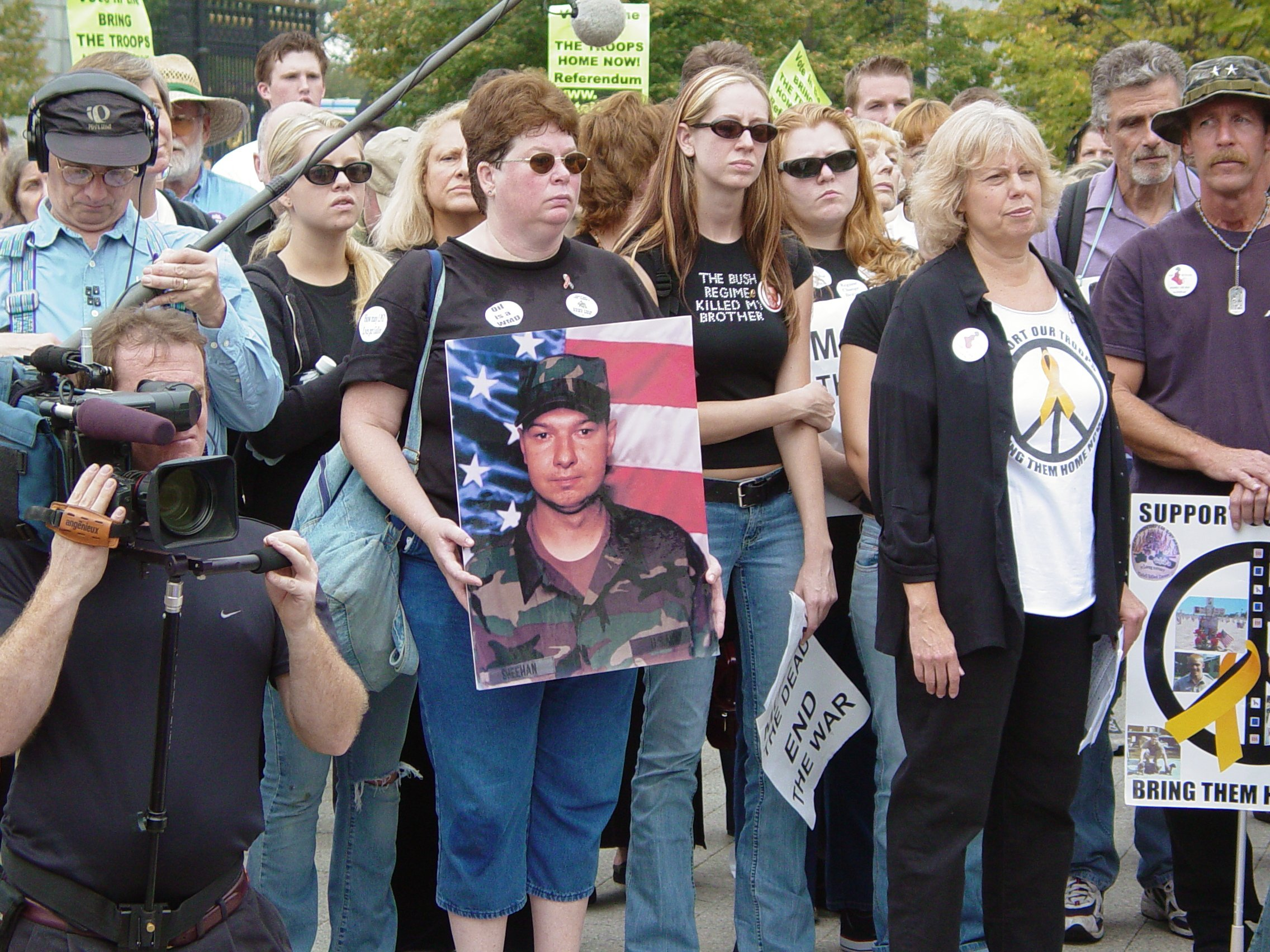
Amici e familiari di Cindy Sheehan mostrano una foto di Casey Sheehan in una dimostrazione contro la guerra ad Arlington, Virginia, il 2 ottobre 2004

Sheehan ha affermato di aver inizialmente messo in dubbio l'urgenza dell'invasione dell'Iraq, ma non è diventata attiva nello sforzo contro la guerra fino a dopo la morte di suo figlio.  Sheehan e altre famiglie di militari si sono incontrate con il presidente George W. Bush nel giugno 2004 a Fort Lewis, vicino a Tacoma, Washington, circa tre mesi dopo la morte di suo figlio. In un'intervista del 24 giugno 2004 al Vacaville Reporter, pubblicato subito dopo l'incontro, ha dichiarato: "Non siamo contenti del modo in cui è stata gestita la guerra. Il presidente ha cambiato le sue ragioni per essere laggiù ogni volta che un motivo si è dimostrato falso o un obiettivo raggiunto". Ha anche affermato che il presidente Bush era "sincero nel volere la libertà per gli iracheni. So che [lui] prova dolore per la nostra perdita. E so che è un uomo di Dio". Sheehan ha rilasciato un'altra intervista il 4 ottobre 2004, affermando di non comprendere le ragioni dell'invasione dell'Iraq e di non aver mai pensato che l'Iraq rappresentasse una minaccia imminente per gli Stati Uniti. Ha inoltre affermato che la morte di suo figlio l'aveva costretta a parlare contro la guerra.
Per l'inaugurazione presidenziale nel gennaio 2005, Sheehan si è recato a Washington, DC per parlare all'inaugurazione di "Eyes Wide Open: the Human Cost of War", una mostra itinerante creata dall'American Friends Service Committee che mostra paia di stivali da combattimento per rappresentare vittime militari statunitensi.  Ha anche viaggiato con la mostra in altri luoghi e ha donato gli stivali di suo figlio Casey, affermando: "Dietro questi stivali c'è una famiglia dal cuore spezzato". Sheehan è stata uno dei nove membri fondatori di Gold Star Families for Peace, un'organizzazione che ha creato nel gennaio 2005 con altre famiglie. Cerca di porre fine alla presenza statunitense in Iraq e fornisce sostegno alle famiglie dei soldati uccisi in quel paese.
All'inizio di agosto 2005, Sheehan si è recata al Prairie Chapel Ranch del presidente Bush, appena fuori Crawford, in Texas, chiedendo un secondo incontro con il presidente. Ai membri di Veterans for Peace ha preannunciato: "Dirò: 'E tu dimmi, qual è la nobile causa per cui mio figlio è morto'. E se comincia anche solo a parlare di libertà e democrazia, dirò stronzate. Dimmi la verità. Dimmi che mio figlio è morto per il petrolio. Dimmi che mio figlio è morto per arricchire i tuoi amici... Dimmi questo, non dirmi che mio figlio è morto per la libertà e la democrazia". Ha anche promesso di non pagare l'imposta federale sul reddito per il 2004 perché quello era l'anno in cui suo figlio è stato ucciso.

### Posizione fiscale
Nel 2012, Sheehan è stata citata in giudizio dal governo federale per mancato rimborso delle tasse. "Mi sento come se avessi dato mio figlio a questo paese in una guerra illegale e immorale. Non lo riavrò mai indietro", ha detto Sheehan. "E, quindi, se possono restituirmi mio figlio, allora pagherò le mie tasse. E questo non accadrà". Sheehan è comparsa in tribunale il 19 aprile 2012 e negli uffici dell'IRS il 9 maggio 2012, rifiutandosi di fornire informazioni sulla base del Primo Emendamento e del Quinto Emendamento.  Il governo ha archiviato il caso contro di lei nel febbraio 2013.

### Camp Casey

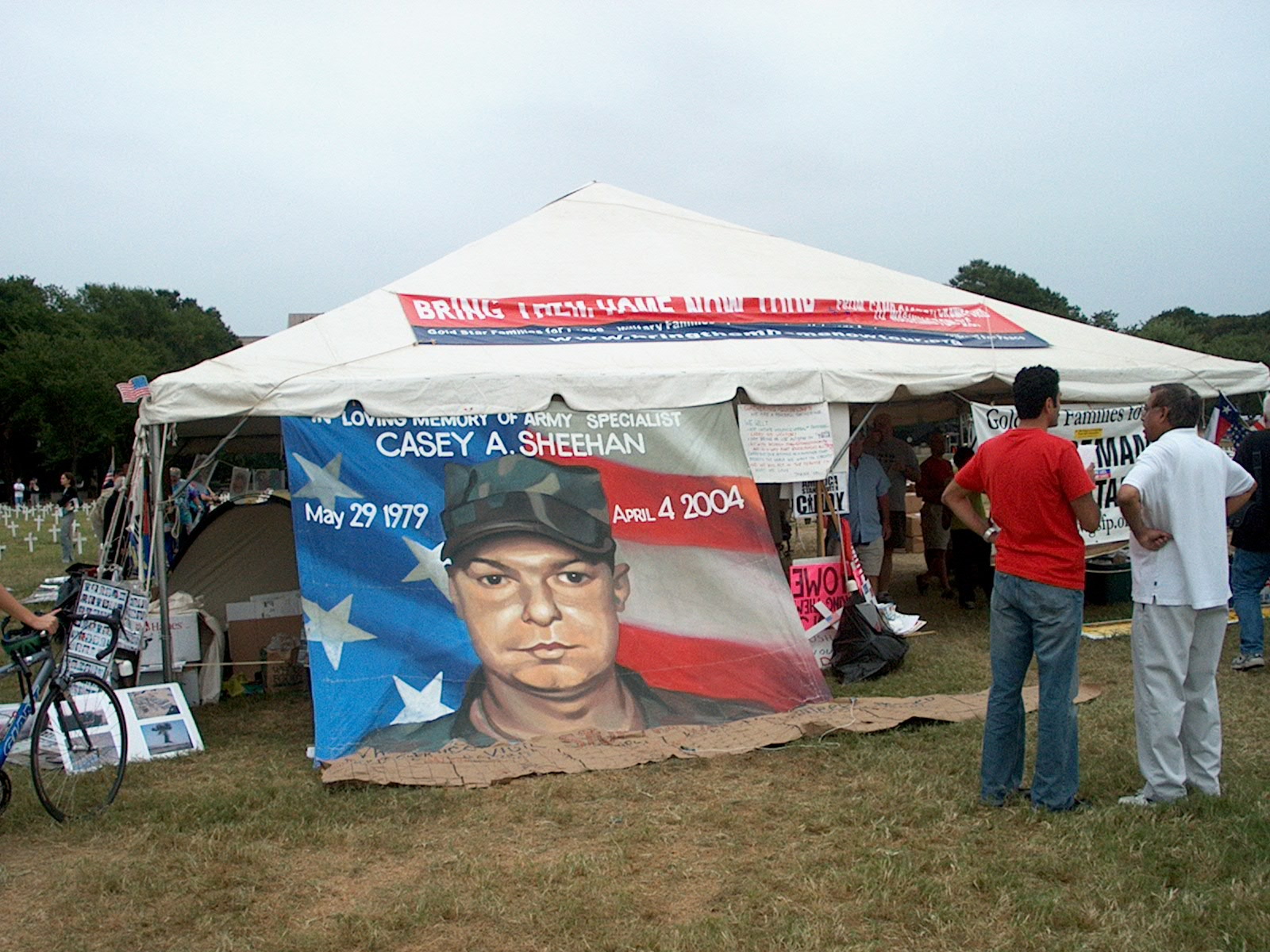
Il Camp Casey nel settembre 2006

Il 6 agosto 2005, Sheehan è arrivata alla Crawford Peace House su un autobus pieno di veterani di guerra, tra cui i veterani di Desert Storm Dennis Kyne e Camilo Mejía. Hanno marciato lungo una strada sterrata in direzione del ranch di Bush. Bloccata dalle forze dell'ordine alla porta d'ingresso perché il gruppo si rifiutava di marciare come ordinato nel fosso di Barr, creò un accampamento improvvisato che sarebbe stato ricordato come il "fosso". A tre miglia (5 km) dal Prairie Chapel Ranch del presidente Bush vicino a Crawford, in Texas, Sheehan ha annunciato la sua intenzione di restare (dormendo in una tenda) fino a quando non le fosse stato concesso un incontro faccia a faccia con il presidente.  Sheehan ha cominciato la sua protesta il giorno in cui il presidente ha iniziato una vacanza programmata di cinque settimane. L'accampamento è stato ampiamente pubblicizzato per conto di "Gold Star Families for Peace" e "Military Families Speak Out". Pochi giorni dopo, i media hanno iniziato a riferirsi al campo di Sheehan come "Camp Casey".

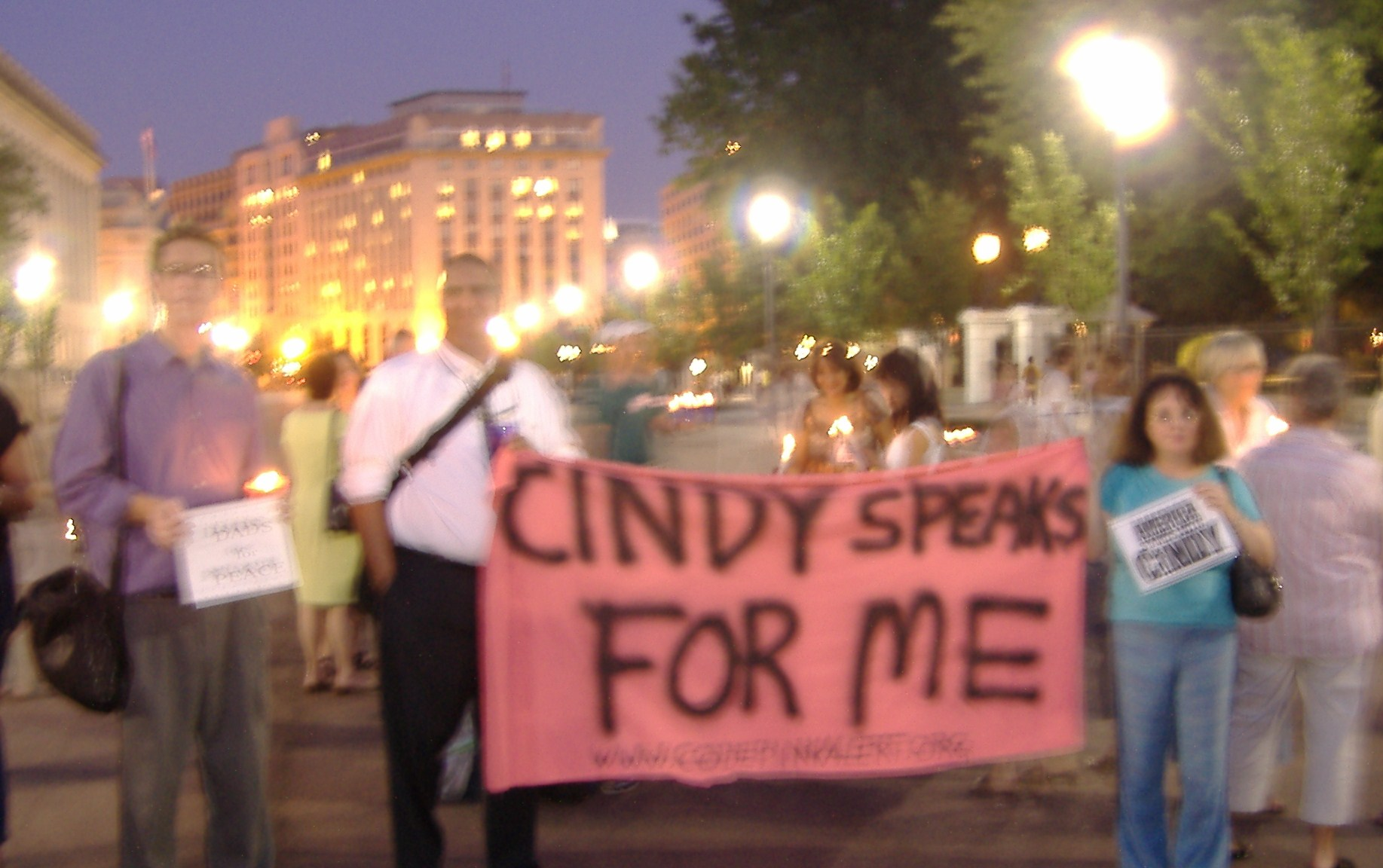
Membri della veglia della Casa Bianca il 17 agosto 2005 a sostegno della protesta di Cindy Sheehan al ranch Crawford del presidente Bush

Sheehan trascorse la maggior parte delle successive quattro settimane a Crawford. In alcuni giorni fino a 1.500 sostenitori hanno visitato Camp Casey, inclusi membri del Congresso degli Stati Uniti,  oltre a diversi attori, cantanti e attivisti per i diritti civili.
"Gold Star Families for Peace", di cui Sheehan è tra i fondatori, ha pubblicato uno spot televisivo con Sheehan, trasmesso sui canali via cavo Crawford e Waco vicino al ranch di Bush. Il gruppo ha effettuato una passeggiata fino a una stazione di polizia appena fuori dal ranch di Bush e ha consegnato un pacco di lettere di grandi dimensioni scritte da loro alla First Lady Laura Bush, facendo appello a lei come madre per sostenere il loro movimento.
Il 16 agosto, Sheehan ha spostato il suo campo più vicino al ranch di Bush dopo che le era stato offerto l'uso di un pezzo di terra di proprietà di un sostenitore, Fred Mattlage. Alla fine di agosto, Sheehan ha dichiarato che avrebbe continuato a fare campagna contro la guerra in Iraq anche se le fosse stato concesso un incontro con Bush. Ha anche annunciato il Bring Them Home Now Tour, che partirà il 1º settembre e arriverà a Washington, DC, il 24 settembre per tre giorni di manifestazioni. Il tour, che ha coperto 42 città in 26 stati, è stato pubblicizzato dal Mintwood Media Collective e ha ottenuto una copertura mediatica internazionale. Il terzo giorno, Sheehan e circa 370 altri attivisti contro la guerra sono stati arrestati per aver manifestato sul marciapiede della Casa Bianca.
Le iniziative di Sheehan hanno portato sostenitori come il Rev. Lennox Yearwood, CEO dell'Hip Hop Caucus, a descriverla come "la Rosa Parks del movimento contro la guerra". Sheehan ha anche ottenuto l'etichetta di "Peace Mom" dai media principali.

## Opere
- Dear President Bush, 2006 ISBN 0872864545
- Peace Mom, 2006 ISBN 074329792X